# Koszary Bema w Białymstoku
Koszary Bema – kompleks koszarowy znajdujący się na terenie garnizonu Białystok.
Przed I wojną światową stacjonował w nim rosyjski 4 pułk huzarów; w okresie II Rzeczypospolitej 14 dywizjon artylerii konnej i szwadrony zapasowe 1 puł., 2 puł. i 9 psk, a po II wojnie światowej jednostki ochrony pogranicza.

## Charakterystyka
Białystok był (jest) dużym garnizonem wojskowym. Znajduje się w nim kilka kompleksów koszarowych. Jednym z nich są koszary położone przy dzisiejszej ulicy Józefa Bema 100. Koszary wybudowali Rosjanie w latach 1887–1893. Centrum kompleksu zajmował obszerny plac apelowy, wokół którego budowano murowane budynki sztabu, bloki mieszkaniowe dla kadry oraz trzy dwukondygnacyjne koszarowce, każdy przeznaczony dla dwóch szwadronów.
W kompleksie ulokowano ponadto 10 murowano-drewnianych magazynów lokalnego zarządu intendentury, a w 1897 r. wyświęcono drewnianą cerkiew. Willa dowódcy z ogrodem znajdowała się już poza ogrodzeniem koszar. Do 1914 kwaterował w nim 4 Mariupolski pułk huzarów. Ich pojemność oceniano na 550 ludzi i 437 koni.
Po I wojnie światowej koszary przejęło Wojsko Polskie. Głównym użytkownikiem Koszar Bema był (8)14 dywizjon artylerii konnej. Kwaterowały tu również szwadrony zapasowe 1 pułku ułanów, 2 pułku ułanów i 9 pułku strzelców konnych oraz szwadron łączności Podlaskiej Brygady Kawalerii. W 1929 na terenie koszar wybudowano blok oficerski Funduszu Kwaterunku Wojskowego projektu Eustachego Morawskiego. Ostatnią inwestycją przed wybuchem wojny była oddana do użytku w 1939 parterowa wartownia przy bramie południowej.

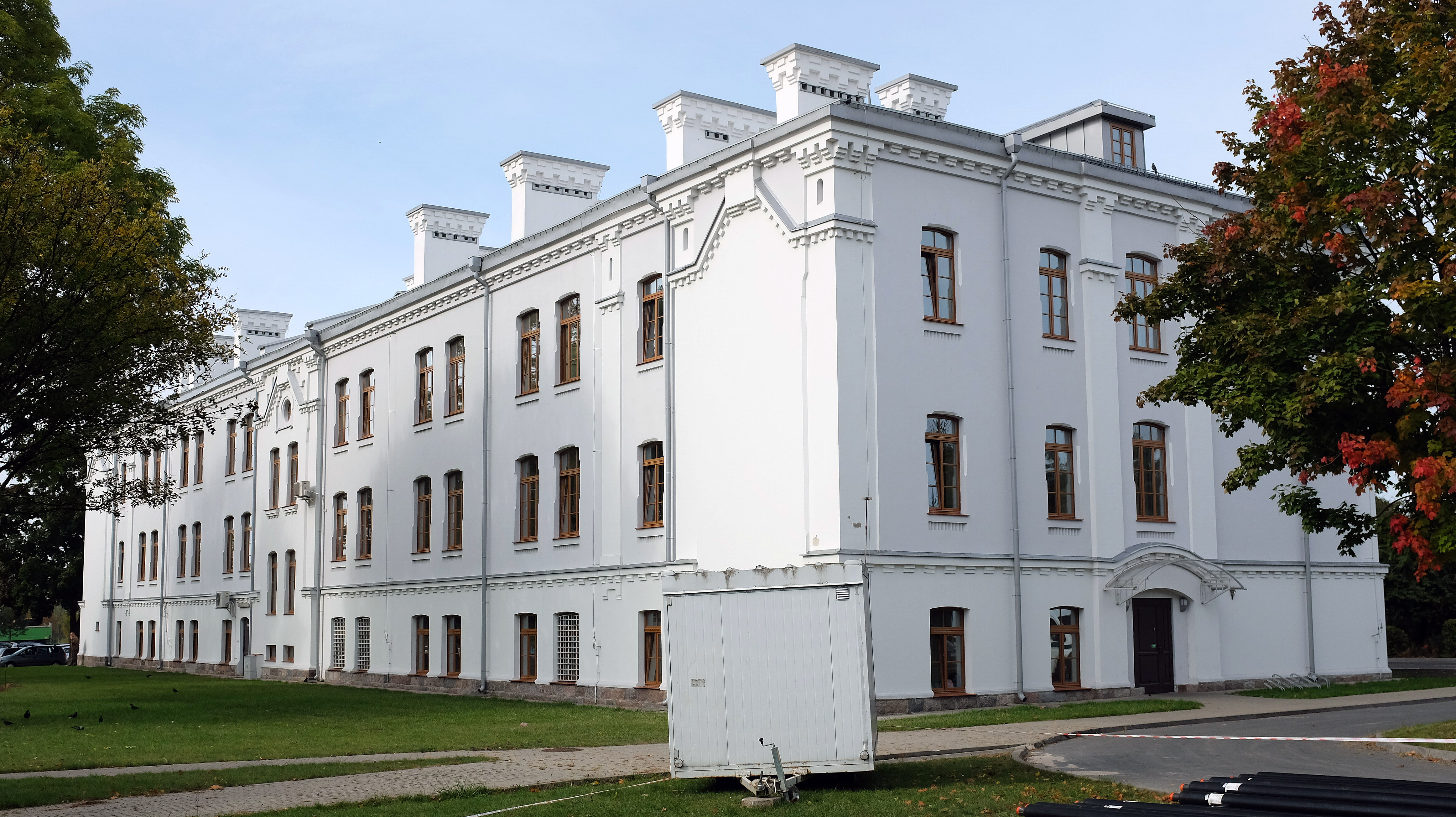
Budynek koszarowy – obecnie POSG
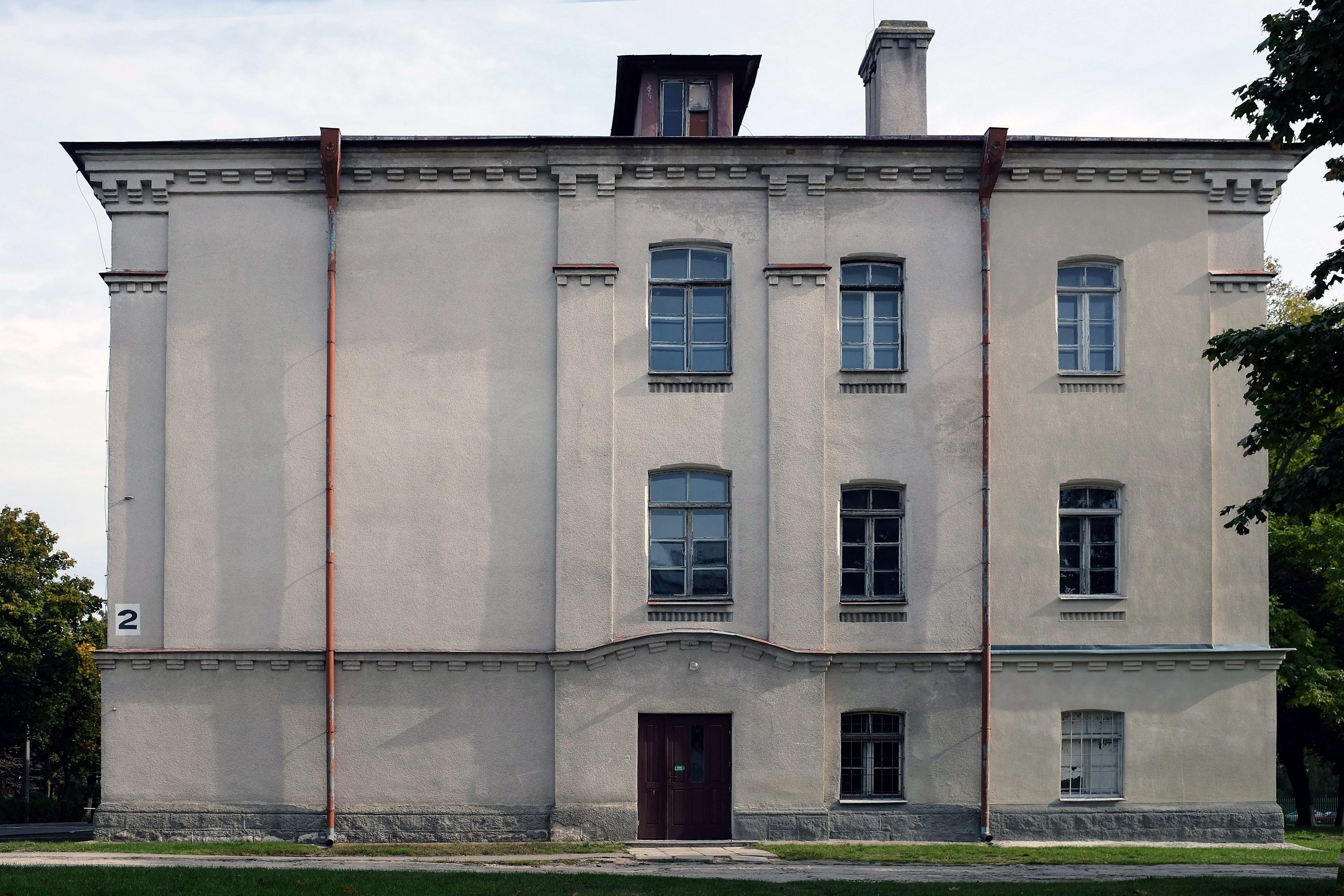
Budynek koszarowy – obecnie POSG
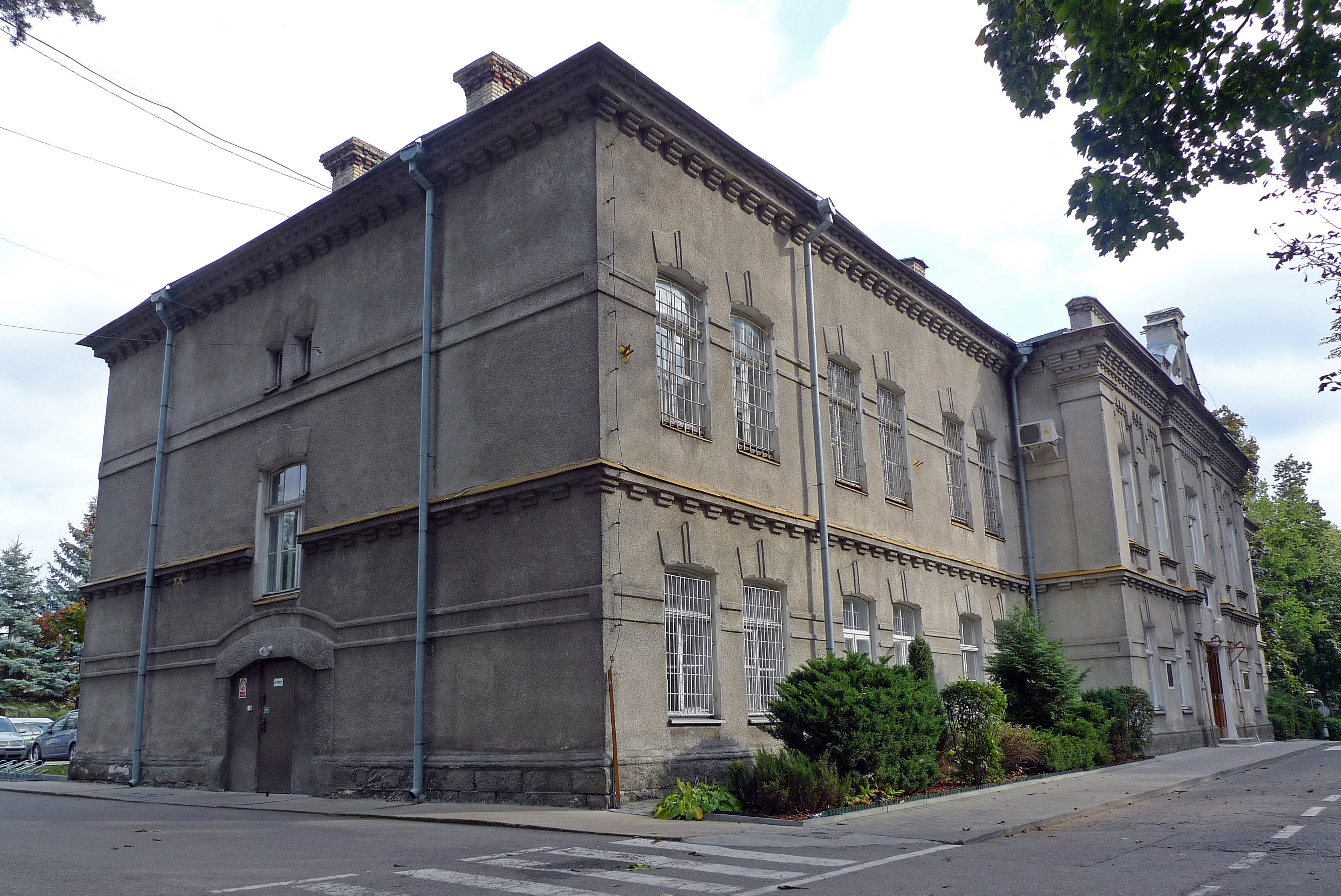
Budynek koszarowy – obecnie sztab
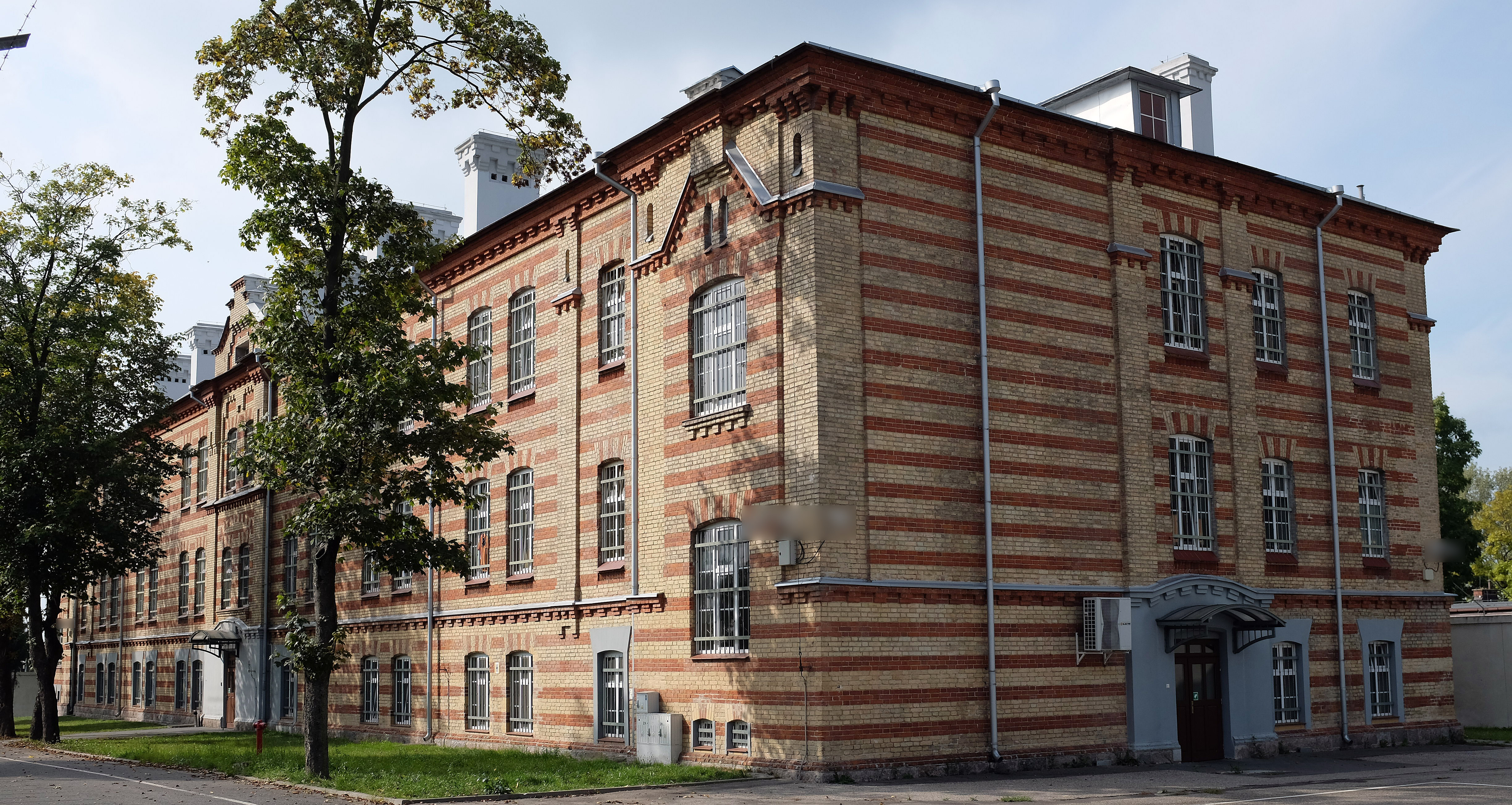
Budynek koszarowy – ob. kuchnia i stołówka
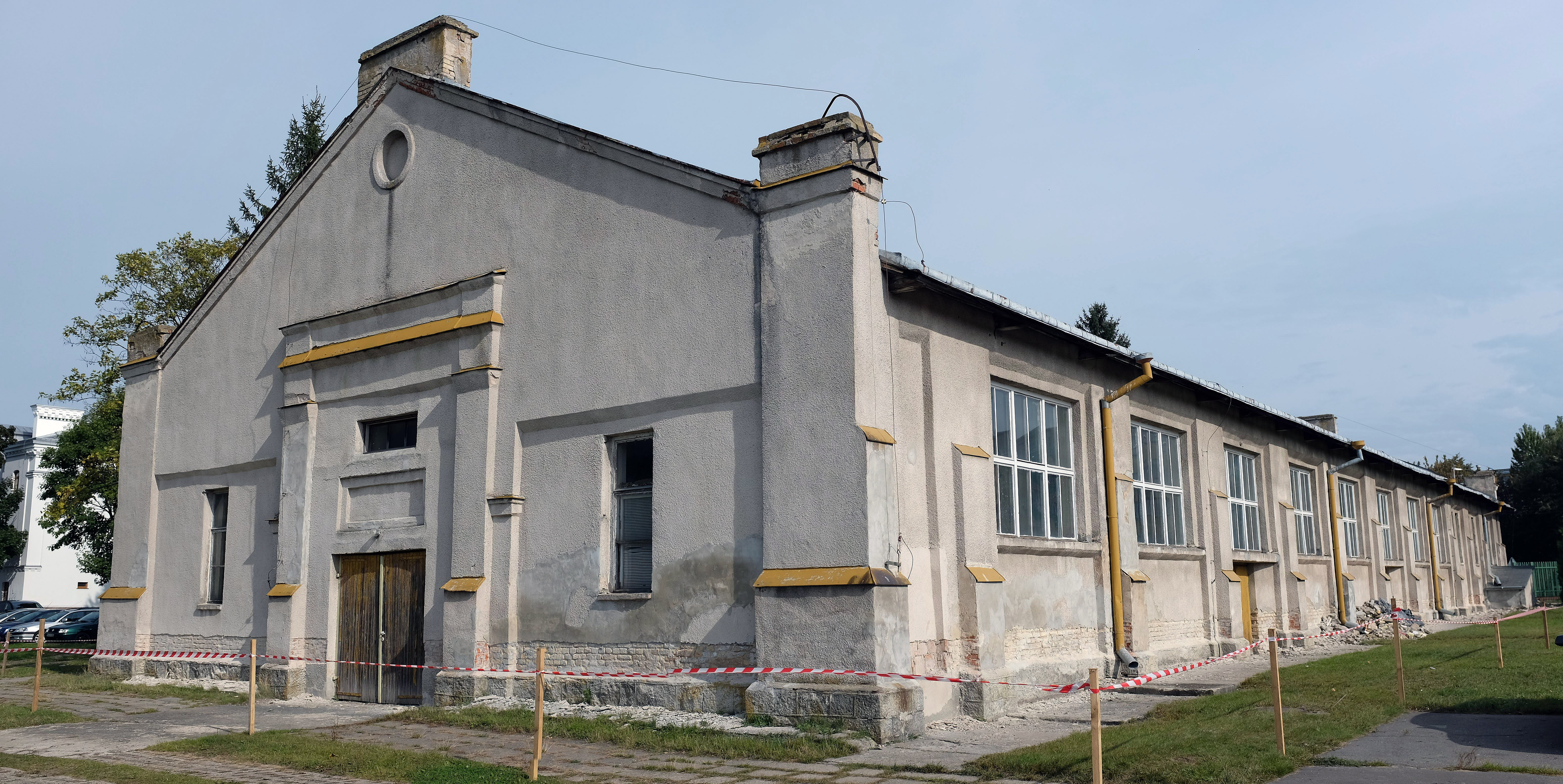
Maneż – obecnie hala sportowa

Po II wojnie światowej koszary nadal użytkowane były przez Wojsko Polskie. W 1949 ich pojemność oceniano na 800 ludzi, 40 koni, 15 dział lub czołgów, 14 samochodów i 40 wozów. Stacjonowały w nim oddziały Wojsk Ochrony Pogranicza. Były to między innymi sztaby 6 Białostockiego oddziału WOP, 22 Białostockiego oddziału WOP, 6 oddziału Ochrony Pogranicza, 22 Brygady WOP i Podlasko-Mazurskiej Brygady WOP. W obiekcie funkcjonowała też Szkoła Samochodowa WOP.

W latach 70. i 80. XX w. dokonano dość poważnych zmian w urbanistyce obiektu. Przebudowano wówczas wartownię, zdemontowano północną bramę wjazdową, otynkowano część budynków, a okoliczne tereny przejęły władze miejskie. W latach 90. XX w. na terenie jednostki umiejscowiono większość sprzętu ciężkiego ze zbiorów Muzeum Wojska w Białymstoku.
Główne budynki Koszar Bema zachowały się do dziś (2019). Obecny teren, którego użytkownikiem jest Podlaski Oddział Straży Granicznej, zajmuje jednak zdecydowanie mniejszą powierzchnię niż pierwotny kompleks z czasów carskich i II Rzeczypospolitej.